# Chwalimie
Chwalimie is een plaats in het Poolse district  Złotowski, woiwodschap Groot-Polen. De plaats maakt deel uit van de gemeente Okonek en telt 120 inwoners.